# Louisa Montagu, contessa di Sandwich

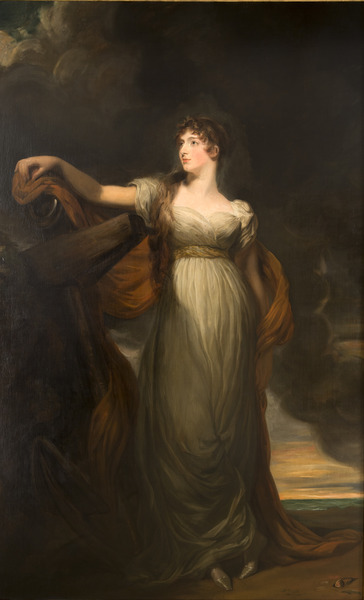
Louisa Montagu, contessa di Sandwich - ritratta da Thomas Lawrence come "Speranza"

Lady Louisa Mary Anne Julia Harriet Lowry-Corry, contessa di Sandwich (3 aprile 1781 – 19 aprile 1862) è stata una nobildonna irlandese.

## Biografia
Era la figlia di un nobile e politico irlandese, Armar Lowry-Corry, I conte di Belmore, e della sua seconda moglie, Lady Harriet Hobart, figlia di John Hobart, II conte di Buckinghamshire, Lord luogotenente d'Irlanda. Aveva un fratellastro, Somerset Lowry-Corry, II conte Belmore, nato dal primo matrimonio del padre con Lady Margaret Butler. Probabilmente trascorse parte dei suoi primi anni a Castle Coole, nella contea di Fermanagh.
I suoi genitori divoziarono nel 1793, e l'anno successivo la madre sposò William Kerr, Vi marchese di Lothian, dalla quale ebbe quattro figli. Suo padre, successivamente, sposò Mary Anne Caldwell.

## Matrimonio
Sposò, il 9 luglio 1804, George Montagu, VI conte di Sandwich, figlio di John Montagu, V conte di Sandwich e Lady Mary Henrietta Powlett. Ebbero tre figli:
- Lady Harriet Mary Montagu (14 maggio 1805-4 maggio 1857), sposò William Bingham Baring, II barone di Ashburton, ebbero un figlio;
- Lady Catherine Caroline Montagu (7 ottobre 1808-30 aprile 1834), sposò Alexandre Colonna Walewski, ebbero due figli;
- John Montagu, VII conte di Sandwich (8 novembre 1811-3 marzo 1884).

Dopo la morte del marito, Louisa trascorse molti anni a Parigi, nella ex casa di Talleyrand. Ritornò in Inghilterra dopo le rivoluzioni del 1848.

## Morte
Morì il 19 aprile 1862, all'età di 81 anni, e fu sepolta a Bronwell.